# Municipij
 Ovo je glavno značenje pojma Municipij. Za druga značenja pogledajte Palača Municipija.
Municipij (lat. municipium, plural. municipia) je izraz koji se u rimskoj državi rabio za tzv. drugi razred gradova, čiji je status bio ispod kolonija (lat. colonia). Municipiji su imali vlastitu samoupravu, ali njihovi građani - za razliku od kolonija - nisu imali rimsko državljanstvo nego tek tzv. latinsko pravo (lat. ius Latii). Municipije, za razliku od kolonija, obično nisu osnivali Rimljani, nego su nastajali tako što se već postojeće nerimsko naselje stavilo pod rimsku vlast.
Građani municipija su imali dužnosti rimskog državljana, koje su se ticale plaćanja poreza i vojne službe, ali nisu smjeli sudjelovati u političkom životu, tj. birati i biti birani na javne dužnosti. Izvršnu vlast u municipijima su obično vršila četiri magistrata izabrana na godinu dana - dva duumvira i dva edila, dok su savjetodavnu vlast vršili dekurioni okupljeni u tijelo nalik na senat.
Municipiji su izgubili svoje značenje kada je godine 212. car Karakala svim rimskim podanicima dao državljanstvo. Od tog izraza su, međutim, nastali izrazi za općinu u romanskim i inim europskim jezicima.
Na području današnje Republike Hrvatske postojalo je više municipija, kako u priobalnom području, tako i u kontinentalnom dijelu.